# Réseau informatique
Pour les articles homonymes, voir Réseau (homonymie), informatique et DCN.
 (mars 2017).
Si vous disposez d'ouvrages ou d'articles de référence ou si vous connaissez des sites web de qualité traitant du thème abordé ici, merci de compléter l'article en donnant les références utiles à sa vérifiabilité et en les liant à la section « Notes et références ».

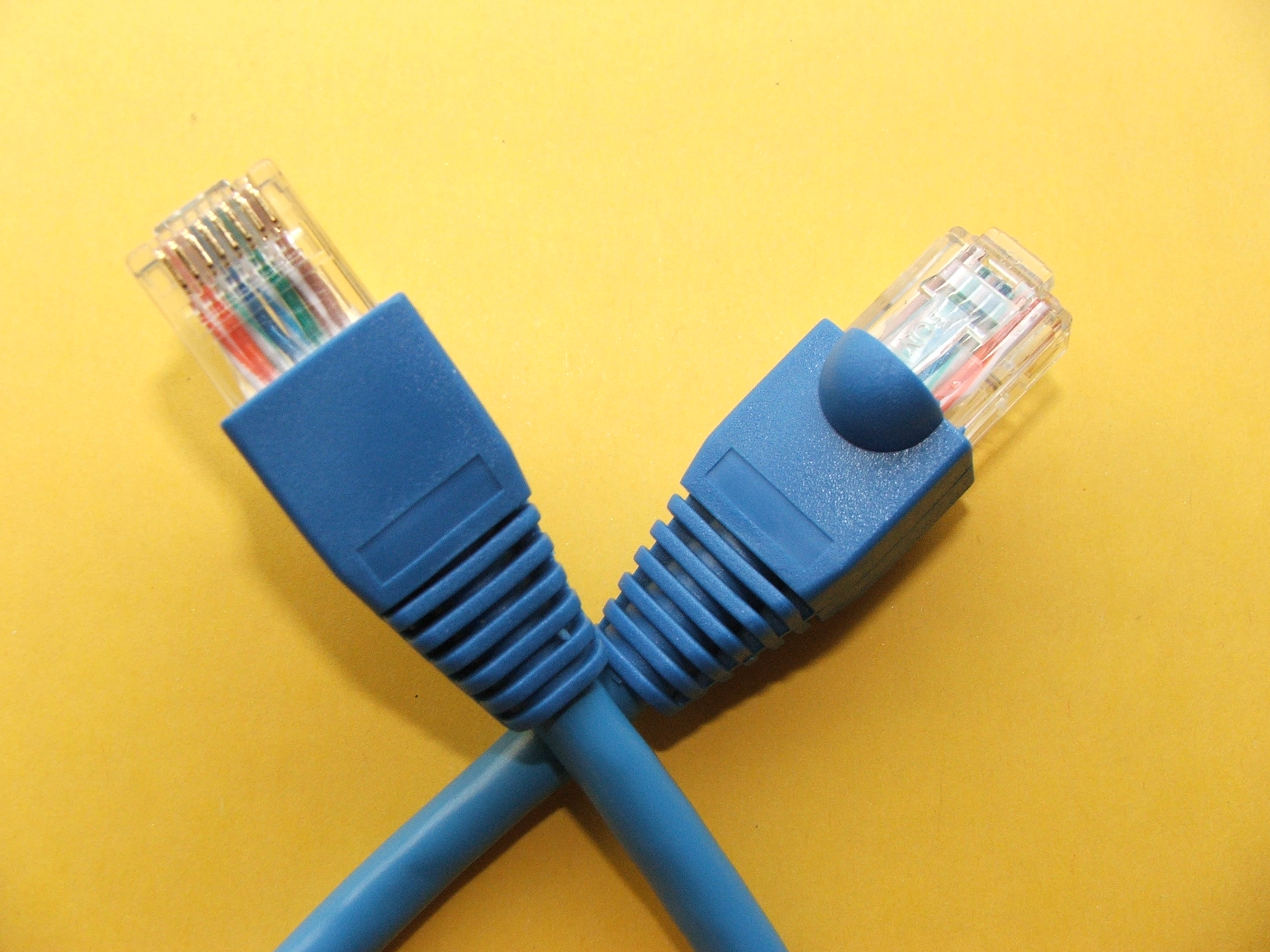
Connecteurs RJ-45 servant à la connexion des réseaux informatiques via Ethernet.

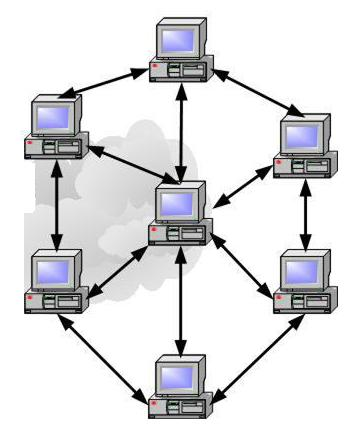

Un réseau informatique (en anglais : data communication network ou DCN) est un ensemble d'équipements reliés entre eux pour échanger des informations. Par analogie avec un filet (un réseau est un « petit rets », c'est-à-dire un petit filet[réf. nécessaire]), on appelle nœud l'extrémité d'une connexion, qui peut être une intersection de plusieurs connexions ou équipements (un ordinateur, un routeur, un concentrateur, un commutateur).
Indépendamment de la technologie sous-jacente, on porte généralement une vue matricielle sur ce qu'est un réseau.
De façon horizontale, un réseau est une strate de trois couches : les infrastructures, les fonctions de contrôle et de commande, les services rendus à l'utilisateur. De façon verticale, on utilise souvent un découpage géographique : réseau local, réseau d'accès et réseau d'interconnexion.

## Histoire
Dans les années 1960, les premiers réseaux informatiques étaient de portée limitée (quelques dizaines de mètres avec par exemple l'HP-IB, l'HP-IL, etc.) et servaient à la communication entre micro-ordinateurs et des instruments de mesure ou des périphériques (imprimantes, table traçante, etc.).
Les réseaux informatiques filaires entre sites distants apparaissent dans les années 1970 : IBM et DEC créent les architectures SNA et DECnet, avec la numérisation du réseau de téléphone d'AT&T (voir Réseau téléphonique commuté) et ses connexions dédiées à moyen débit. Ils sont précédés par le réseau Cyclades français, poussé par la CII et sa Distributed System Architecture, basés sur le Datagramme.
Voici une liste non exhaustive des protocoles réseaux qui existent à ce jour (par type de réseau) :
- Réseau local : Anneau à jeton (en anglais Token Ring), ATM, FDDI et Ethernet
- Réseau étendu : DAB, Ethernet, Multiprotocol Label Switching, Relais de trames, SONET/SDH

## Infrastructure

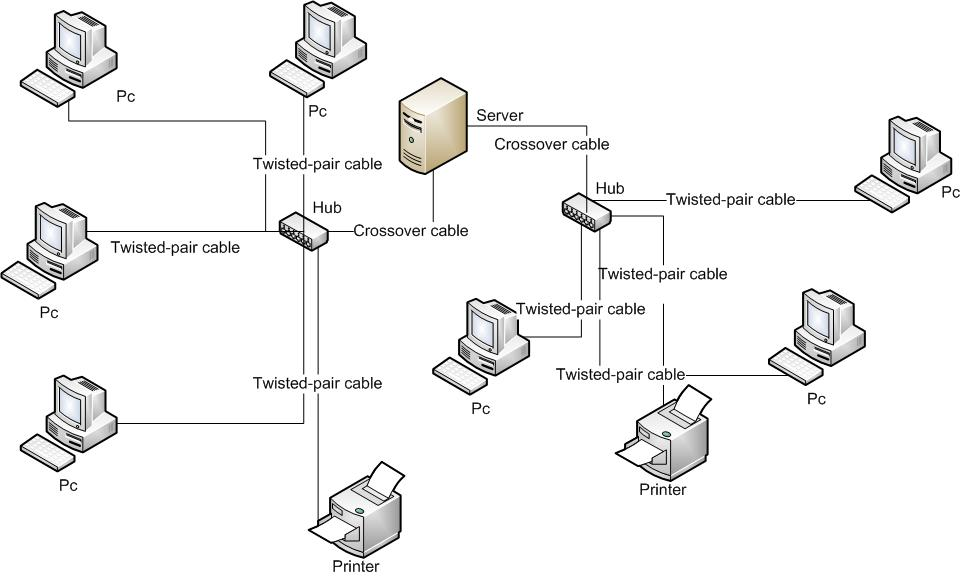
Schéma d'un réseau informatique

Les infrastructures ou supports peuvent être sur des câbles dans lesquels circulent des signaux électriques, l'atmosphère (ou le vide spatial) où circulent des ondes radio, ou des fibres optiques qui propagent des ondes lumineuses. Elles permettent de relier « physiquement » des équipements assurant l'interconnexion des moyens physiques qui sont définis par des protocoles. Les équipements d'un réseau sont connectés directement ou non entre eux, conformément à quelques organisations types connues sous le nom de topologie de réseau. Les principaux types de réseaux filaires pour les réseaux informatiques d'entreprises ou de particuliers utilisent les protocoles suivant qui proviennent du standard Ethernet :
- 10BASE5 : câble coaxial épais bande de base (obsolète) ;
- 10BASE2 : câble coaxial fin bande de base (obsolète) ;
- 10BASE-T : paires torsadées (10 Mb/s) ;
- 100BASE-T : paires torsadées (100 Mb/s) les plus généralisées aujourd'hui en réseau local (LAN) ;
- 1000BASE-T : paires torsadées (1 Gb/s), présent dans les nouveaux ordinateurs.
- 10GBASE-T : paires torsadées (10 Gb/s).

Plusieurs normes définissent les modalités de fonctionnement des réseaux hertziens, par exemple la norme Wi-Fi (IEEE 802.11).
Les courants porteurs en ligne (CPL) permettent quant à eux de transporter des flux d'information sur un réseau électrique local.

## Protocoles et services
Les protocoles de communication définissent de façon formelle et interopérable la manière dont les informations sont échangées entre les équipements du réseau. Des logiciels destinés à la gestion de ces protocoles sont installés sur les équipements d'interconnexion que sont par exemple les commutateurs réseau, les routeurs, les commutateurs téléphoniques, les antennes GSM, etc. Les fonctions de contrôle ainsi mises en place permettent une communication entre les équipements connectés. 
Le protocole probablement le plus répandu est IP qui permet l'acheminement des paquets jusqu'à leur destination. 
Deux protocoles de niveau supérieur UDP et TCP permettent le transport de données. Le premier permet l'envoi de données d'une manière non fiable (aucune garantie de la réception du paquet par le destinataire). L'autre permet au contraire une transmission fiable des données (garantie de la réception du paquet par le destinataire et aussi par accusés de réception). 
Les services réseau se basent sur les protocoles pour fournir, par exemple :
- des transferts de textes (SMS…) ;
- ou de données (Internet…) ;
- des communications vocales (téléphone…) ; VoIP
- des diffusions d'images (télé…) : TNT-HD principalement.

## Sous-réseau

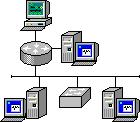
Sous-réseau

Un réseau (ne pas confondre ce terme avec celui qui sert à désigner la couche no 3 dans le modèle OSI de l'ISO ou la couche Réseau dans la pile de protocoles Internet) ou sous-réseau peut être composé de plusieurs réseaux ou sous réseaux à base d'équipements matériels. 
Dans le protocole IP, les membres d'un même sous réseau ou réseau, possèdent le même identifiant, calculable à partir de l'adresse IP et du masque de sous réseau. 
L'utilisation d'une architecture comprenant des sous-réseaux permet une gestion du parc informatique plus aisée (un sous-réseau par service ou par salle, par exemple) ou un broadcast sélectif.

## Découpage géographique

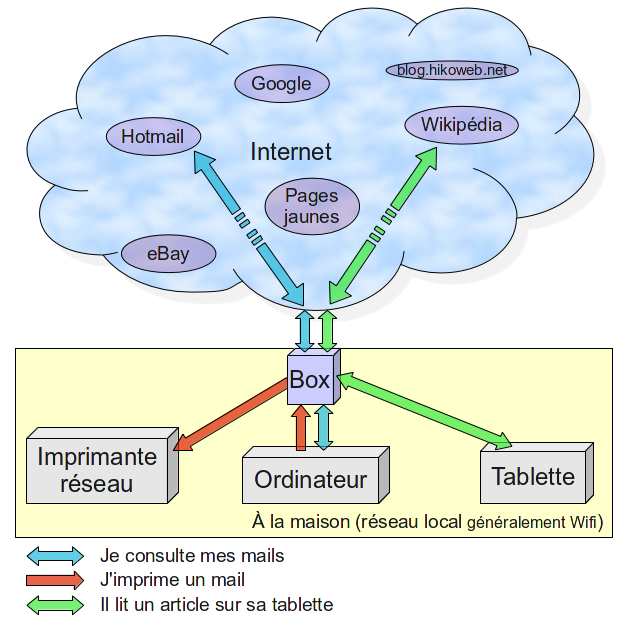
Lien entre un réseau personnel et Internet

Les réseaux informatiques sont classés suivant leur portée :
- le bus informatique : réseau dans la carte mère ;
- le réseau personnel (PAN) relie des appareils électroniques personnels ;
- le réseau local (LAN) relie les ordinateurs ou postes téléphoniques situés dans la même pièce ou dans le même bâtiment ;

- le réseau local (WLAN) est un réseau LAN utilisant la technologie WI-FI ;
- le réseau métropolitain (MAN) est un réseau à l'échelle d'une ville ;
- le « rural area network » (RAN) est un réseau de télécommunications, en général sans fil, installé par des utilisateurs d'Internet en zone rurale ;
- le réseau étendu (WAN) est un réseau à grande échelle qui relie plusieurs sites ou des ordinateurs du monde entier.

## Découpage fonctionnel
Un réseau peut être classé en fonction de son utilisation et des services qu'il offre. Ce découpage recoupe également la notion d'échelle. 
Ainsi, pour les réseaux utilisant les technologies Internet (famille des protocoles TCP/IP), la nomenclature est la suivante :
- Intranet : le réseau interne d'une entité organisationnelle ;
- Extranet : le réseau externe d'une entité organisationnelle ;
- Internet : le réseau des réseaux interconnectés à l'échelle de la planète.

## Consommation énergétique des réseaux
En 2019 un français utilise en moyenne 6,7 Go de données mobiles par mois (en 4G), ce qui nécessite environ 50 kWh sur une année. Un rapport de l'ARCEP (Autorité française de régulation des consommations électroniques et des postes) indique que la consommation électrique serait de 16 kWh si ces données transitaient par l'ADSL, et de seulement 5 kWh sur de la fibre optique. Un abonné à la fibre consomme 4 fois moins d'énergie qu'un abonné à un réseau cuivre comme l'ADSL.
La consommation des réseaux fixes et mobiles en France a augmenté de 7% en 2022, essentiellement à cause de l'augmentation d'utilisation des réseaux mobiles.

## Catégories de réseau informatique

Catégorisation des étendues de réseaux informatiques.

Il existe plusieurs façons de catégoriser un réseau informatique.
Les réseaux informatiques peuvent être catégorisés en termes d'étendue :
- Personal Area Network (PAN) : Réseau personnel
  - Wireless PAN : Réseau personnel sans fil
- Controller Area Network (CAN) : Réseau personnel pour les systèmes électroniques(bus). Il est notamment utilisé dans le secteur automobile
- Local Area Network (LAN) : Réseau local (ou réseau bureautique)
  - Wireless LAN (WLAN) : Réseau local sans fil
- Metropolitan Area Network (MAN) : Réseau métropolitain
- Wide Area Network (WAN) : Réseau étendu
- Storage Area Network (SAN) : Réseau de stockage

Les réseaux informatiques peuvent aussi être catégorisés par relation fonctionnelle entre les composants :
- Client-serveur
- Architecture multi-tiers
- Architecture trois tiers
- Peer-to-peer (P2P ou Poste à poste)

Ils peuvent également être catégorisés par topologie de réseau :
- Réseau en étoile
- Réseau en bus
- Réseau en anneau
- Réseau en grille
- Réseau toroïdal ou en hypercube
- Réseau en arbre
- Réseau hybride

Les réseaux informatiques peuvent être implémentés en utilisant plusieurs piles de protocoles, ou avec des combinaisons de médias et de couches de protocoles. Une liste des protocoles existants est disponible sur les pages Protocole de communication et IEEE 802.
Sujets connexes
- Bitnet
- CPL (Courants Porteurs en Ligne)
- Routage
- Transmission de données
  - Réseau Téléphonique commuté (RTC) : Le réseau historique de téléphonie public.
    - Les Modems

  - transmission sans fil
    - Courte distance
      - Bluetooth

    - Moyenne distance
      - Wi-Fi, 802.11
      - MANET

    - Longue distance
      - MMDS
      - SMDS
      - Transmission de données sur réseaux de téléphonie mobile
        - CDMA
        - CDPD
        - GSM
        - GPRS
        - LTE
        - TDMA

      - Réseaux de téléavertissement
        - DataTAC
        - Mobitex
        - Motient

  - Transmission câblée
    - Ligne dédiée (leased line)
    - Time-division multiplexing (TDM)
    - Commutation de paquets
    - Relais de trames
    - ATM
    - MPLS
    - PDH
    - Ethernet
    - PBT/PBB-TE (IEEE 802.1Qay, ITU-T g.pbt)
    - RS-232

  - Transmission sur fibre optique
    - SONET / SDH
    - OTN

## Arts et littérature
Les années 1971 à 1975, importantes pour l'Histoire de l'informatique car se dessinent les prémices d'Internet, avec le développement des réseaux d'ordinateurs en France et aux Etats-Unis, comme Arpanet et le Réseau Cyclades, dans un contexte technologique marqué une très forte innovation, en particulier dans la mise en réseau des ordinateurs, est évoquée sur le ton de l'humour et de l'enquête dans Comédies Françaises, un roman d’Eric Reinhardt publié en 2020, qui évoque l'arrêt du Réseau Cyclades, promu par le Plan Calcul français, basé sur une technologie de Datagramme à la base des premiers développements d'Internet.
Le roman raconte, sous le prisme de l'enquête d'un jeune journaliste de l'AFP, âgé de 27 ans, comment Ambroise Roux patron de la CGE a fait jour un lobbying réussi pour convaincre le président de la République français Valéry Giscard d'Estaing de mettre fin en 1974-1975 au Plan Calcul, au consortium européen Unidata, à la Délégation Générale à l'Informatique, et au Réseau Cyclades.